# Opel Antara
Opel Antara er en kun begrænset terrænegnet SUV, som kom på markedet i september 2006. Bilen bygges sammen med den næsten identiske Chevrolet Captiva hos GM Korea (tidligere Daewoo) i Sydkorea og siden slutningen af 2008 også i Schuschary, en forstad til Sankt Petersborg i Rusland.
I slutningen af 2010 fik Antara et facelift, hvor bilen blev tilpasset Opels aktuelle mærkedesign.

## Modeller og udstyr
Antara findes i modsætning til sin indirekte forgænger Frontera kun som femdørs. Bilen er baseret på General Motors' Theta-platform, som også benyttes til Chevrolet Equinox, Chevrolet Captiva, Saturn Vue og Pontiac Torrent.

### Udstyrsvarianter
- Antara
- Antara Edition Plus
- Antara Cosmo

Til standardudstyret hører et automatisk tilkobleligt firehjulstræk med antispinregulering, el-justerbare og -opvarmelige sidespejle, el-ruder foran og bagi, klimaanlæg, cd-radio, front-, side- og gardinairbags, ABS, bremseassistent, ESPplus med kurvebremsekontrol (CBC) og bjergigangsætningsassistent. Som ekstraudstyr kan modellen leveres med dvd-navigationssystem, skydetag og elektrisk sædeindstilling.
Topmodellen Cosmo har blandt andet også xenonlys, 18" alufælge, regnsensor, fartpilot, kørecomputer samt parkeringshjælp.

### Motorer
| Model           | Cylindre | Ventiler | Slagvolume cm³ | Max. effekt kW (hk) / omdr. | Max. drejningsmoment Nm / omdr. | 0-100 km/t sek. | Topfart km/t | Årgange     |
| --------------- | -------- | -------- | -------------- | --------------------------- | ------------------------------- | --------------- | ------------ | ----------- |
| Benzinmotorer   |          |          |                |                             |                                 |                 |              |             |
| 2.4 Ecotec      | 4        | 16       | 2405           | 103 (140) / 5200            | 220 / 2400                      | 11,7            | 180          | 2006 − 2010 |
| 2.4 Ecotec      | 4        | 16       | 2384           | 123 (167) / 6400            | 230 / 4600                      | 10,5            | 190          | 2010 −      |
| 3.2 Ecotec      | 6        | 24       | 3195           | 167 (227) / 6600            | 297 / 3200                      | 9,3             | 203          | 2006 − 2010 |
| Dieselmotorer   |          |          |                |                             |                                 |                 |              |             |
| 2.0 CDTI Ecotec | 4        | 16       | 1991           | 93 (126) / 4000             | 295 / 2000                      | 11,6            | 178          | 2006 − 2010 |
| 2.0 CDTI Ecotec | 4        | 16       | 1991           | 110 (150) / 4000            | 320 / 2000                      | 10,5            | 182          | 2006 − 2010 |
| 2.2 CDTI Ecotec | 4        | 16       | 2231           | 120 (163) / 3800            | 350 / 2000                      | 9,9             | 189          | 2010 −      |
| 2.2 CDTI Ecotec | 4        | 16       | 2231           | 135 (184) / 3800            | 400 / 1750 − 2750               | 9,6             | 200          | 2010 −      |

## Antara GTC
På Frankfurt Motor Show 2005 præsenteredes prototypen Antara GTC. I modsætning til hos Astra H GTC står GTC for "Gran Turismo Crossover". Antara GTC er en blanding af coupé og SUV.
På 2006 New York Autoshow vistes Antara for det amerikanske massepublikum under navnet Saturn PreVue. Saturn var ligesom Opel et bilmærke i GM-koncernen, men mærket er i mellemtiden udgået da GM ville sammenlægge kompetencerne fra de enkelte mærker, hvorfor tilfældigt udvalgte bilmodeller på de forskellige markeder blev solgt som både Saturn og Opel. For eksempel var Opel GT med undtagelse af få mindre detaljer identisk med Saturn Sky.

### Mål og specifikationer
Prototypen er 4,53 m lang, 1,97 m bred og 1,64 m høj, og drives af en 1,9-liters CDTI-dieselmotor med 156 kW (212 hk). Accelerationen fra 0 til 100 km/t tager 8,0 sekunder, topfarten er 210 km/t og drejningsmomentet 400 Nm.
Bilen er udstyret med sekstrins automatgear og firehjulstræk. Firehjulstrækket alene muliggør ikke terrænegnethed, da bilen ikke er forsynet med reduktionsgear og spærredifferentiale.
Antara GTC står på 20" kromfælge med 265 mm brede dæk.

### Særlige kendetegn
- Såvel for- som baglygter arbejder med LED-teknik.
- Forsæderne er anbragt på monoskinner, og ikke ligesom normalt på to skinner. De glider fremad ved tryk på en knap for at lette indstigning til bagsædet (easy entry). Et persongenkendelsessystem registrerer om der sidder en person på passagersædet foran eller ej.
- Bagsæderne kan ligesom på Opel Zafira klappes frem og nedfældes i gulvet, hvilket frembringer et bagagerumsvolume på 2400 liter.
- Konstruktionen med panoramatag stammer ligeledes fra Zafira.
- Den såkaldte pantograf-scanner åbner bagklappen således, at man ikke behøver at træde tilbage under åbning.